# يوجينيو كينكيد
يوجينيو كينكيد (بالإنجليزية: Eugenio Kincaid)‏ هو مبشر أمريكي، ولد في 10 يناير 1797 في Wethersfield, Connecticut ‏ في الولايات المتحدة، وتوفي في 3 أبريل 1883.